# Église Saint-Aubin de Boëncourt
L'église Saint-Aubin de Boëncourt est une église paroissiale située sur le territoire de la commune de Béhen, dans le département de la Somme, au sud d'Abbeville.

## Historique
L'église a été construite vraisemblablement au XVIe siècle. Elle est protégée au titre des monuments historiques : inscription par arrêté du 13 février 1998.

## Caractéristiques
L'église construite en pierre et couverte d'ardoises est renforcée par des contreforts en brique. Elle se compose d'une nef unique à trois travées prolongée par un chœur de deux travées, à chevet plat. Le clocher quadrangulaire et recouvert d'ardoise, surmonte la toiture à la jonction de la nef et du chœur.